# 문자표

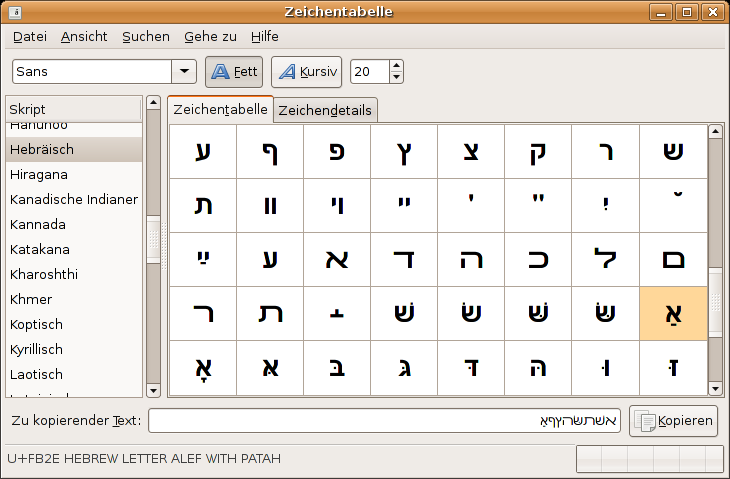

문자표는 마이크로소프트 윈도우 운영 체제에 포함된 유틸리티로, 설치된 글꼴의 문자를 확인하고 어느 키보드 입력(알트 코드)이 해당 문자를 입력하는 데 쓰이는지 검사하며, 문자를 입력하는 가운데 문자들을 클립보드에 복사하는 기능을 제공한다.

## 같이 보기
- 사용자 정의 문자 편집기